# Майк Кери
Майкъл (Майк) Р. Кери (на английски: Mike Carey) е английски писател на бестселъри в жанра комикс, научна фантастика, и трилър. Пише като М. Р. Кери и под псевдонима Адам Блейк (на английски: Adam Blake) заедно с писателя Марк Билингам.

## Биография и творчество
Майкъл Р. Кери е роден през 1959 г. в Ливърпул, Ланкашър, Англия. Още като дете чете много комикси, като сам пише и рисува малки истории, за да забавлява по-малкия си брат.
Завършва с бакалавърска степен по английски език колежа „Сейнт Питър“ в Оксфорд. След дипломирането си работи като учител в продължение на 15 години.
Заедно с работата си пише сюжетни линии за комикси. Когато започва да получава редовно комисионни от „DC Comics“ той напуска работата си и се посвещава на писателската си кариера. За оформянето на комиксите работи с илюстратора Питър Грос.
През 2006 г. е издаден първият му роман „The Devil You Know“ от поредицата „Феликс Кастор“.
В периода 2011-2013 г. издава няколко романа в съавторство със съпругата си Линда и дъщеря си Луиз. Съпругата му Линда Кери е писател на детска и юношеска литература под псевдонима А. Дж. Лейк.
През 2011 г. издава романа „Измамата Мъртво море“ под псевдонима Адам Блейк.
Майк Кери живее със семейството си в Северен Лондон.

## Произведения

### Като Майк Кери

#### Самостоятелни романи
- The Steel Seraglio (2012) – с Линда Кери и Луиз Кери
- The City of Silk and Steel (2013) – с Линда Кери и Луиз Кери
- The House of War and Witness (2014) – с Линда Кери и Луиз Кери
- The Girl With All The Gifts (2014) – като М. Р. Кери
Момиченцето с всички дарби, изд. „Артлайн Студиос“, София (2014), прев. Златка Миронова

#### Серия „Феликс Кастор“ (Felix Castor)
1. The Devil You Know (2006)
2. Vicious Circle (2006)
3. Dead Men's Boots (2007)
4. Thicker Than Water (2009)
5. The Naming of the Beasts (2008)

#### Графични романи
- Lucifer: Children and Monsters (2002)
- Ultimate Vision (2008)
- The Blade in the Soul: Crossing Midnight (2008)
- Untouchable (2011) – със Самит Басу
- Unwritten (2012)

### Като Адам Блейк

#### Самостоятелни романи
- The Dead Sea Deception (2011)
Измамата Мъртво море, изд. ИК „Бард“, София (2011), прев. Елена Кодинова
- The Demon Code (2012)
Децата на Юда, изд. ИК „Бард“, София (2013), прев. Елена Чизмарова

### Екранизации
- 2002 Tristan et Iseut
- 2011 X-Men: Destiny – сюжет за видеоигра